# Uchta (Fluss)
Die Uchta (russisch Ухта́) ist ein linker Nebenfluss der Ischma im Flusssystem der Petschora in der Republik Komi in Nordwestrussland.
Die Uchta entspringt auf dem Timanrücken. Sie fließt überwiegend in Richtung Ostsüdost durch das Bergland. 
Am Unterlauf der Uchta liegen die Siedlung Schudajag, die Großstadt Uchta, sowie an der Mündung in die Ischma die Stadt Sosnogorsk. Die Uchta hat eine Länge von 199 km. Sie entwässert ein Areal von 4510 km². Zwischen Ende April bis Ende Oktober ist die Uchta eisfrei. Der mittlere Abfluss (MQ) der Uchta 13 km oberhalb der Mündung beträgt 46 m³/s. Während der Schneeschmelze im Mai erreicht der Fluss im Monatsmittel 175 m³/s. Wichtige Nebenflüsse der Uchta sind von links Tschut und von rechts Tobys.